# Inondations de 1887 en Chine
Les inondations de 1887 en Chine sont dues au débordement du fleuve Jaune qui engloutit un vaste territoire sous la dynastie Qing. Elles commencent en septembre 1887 et causent la mort d'au moins 930 000 personnes. Il s'agit alors des inondations les plus meurtrières en Chine, depuis dépassées par les inondations de 1931, et de l'une des catastrophes naturelles les plus meurtrières de l'Histoire.

## Description
Pendant des siècles, les agriculteurs vivant près du fleuve Jaune ont construit des digues pour contenir les rivières. Celles-ci, ne pouvant déborder, se sont progressivement mises à couler plus haut alors que leur limon se déposait sur le lit de la rivière au lieu de se répandre occasionnellement sur la plaine environnante. En 1887, la crue, gonflée par des jours de fortes pluies, surmonte les digues vers le 28 septembre et provoque une inondation massive,. 
On pense généralement que les eaux du fleuve Jaune ont franchi les digues à Huayuankou, près de la ville de Zhengzhou dans la province du Henan. En raison des basses plaines proches de la zone, l'inondation s'est propagée très rapidement dans tout le nord de la Chine, couvrant environ 130 000 km2, inondant les établissements agricoles et les villes. Après l'inondation, deux millions de personnes se sont retrouvées sans abri. Une pandémie en résulte et le manque de produits de première nécessité fait autant de victimes que celles perdues directement à cause des inondations. Le nombre de morts estimé le plus élevé est de 2 000 000,.
Des milliers de mètres de digue endommagés devaient être consolidés ou refaits. Un immense chantier qui a dû être entrepris pour les reconstruire afin d'empêcher toute autre brèche. De nombreux travailleurs y périrent et ce n'est qu'au début de 1889 que les digues furent définitivement fermées.
C'est l'une des pires inondations de l'Histoire, bien que les inondations de 1931 aient pu tuer jusqu'à quatre millions de personnes.